# Canisius Golden Griffins
Canisius Golden Griffins är en idrottsförening tillhörande Canisius College och har som uppgift att ansvara för collegets idrottsutövning.

## Idrotter
Golden Griffins deltager i följande idrotter:
| Herrar - Baseboll - Basket - Fotboll - Golf - Ishockey - Lacrosse - Simning - Simhopp - Terränglöpning | Damer - Basket - Fotboll - Lacrosse - Rodd - Simning - Simhopp - Softboll - Terränglöpning - Volleyboll |

## Idrottsutövare

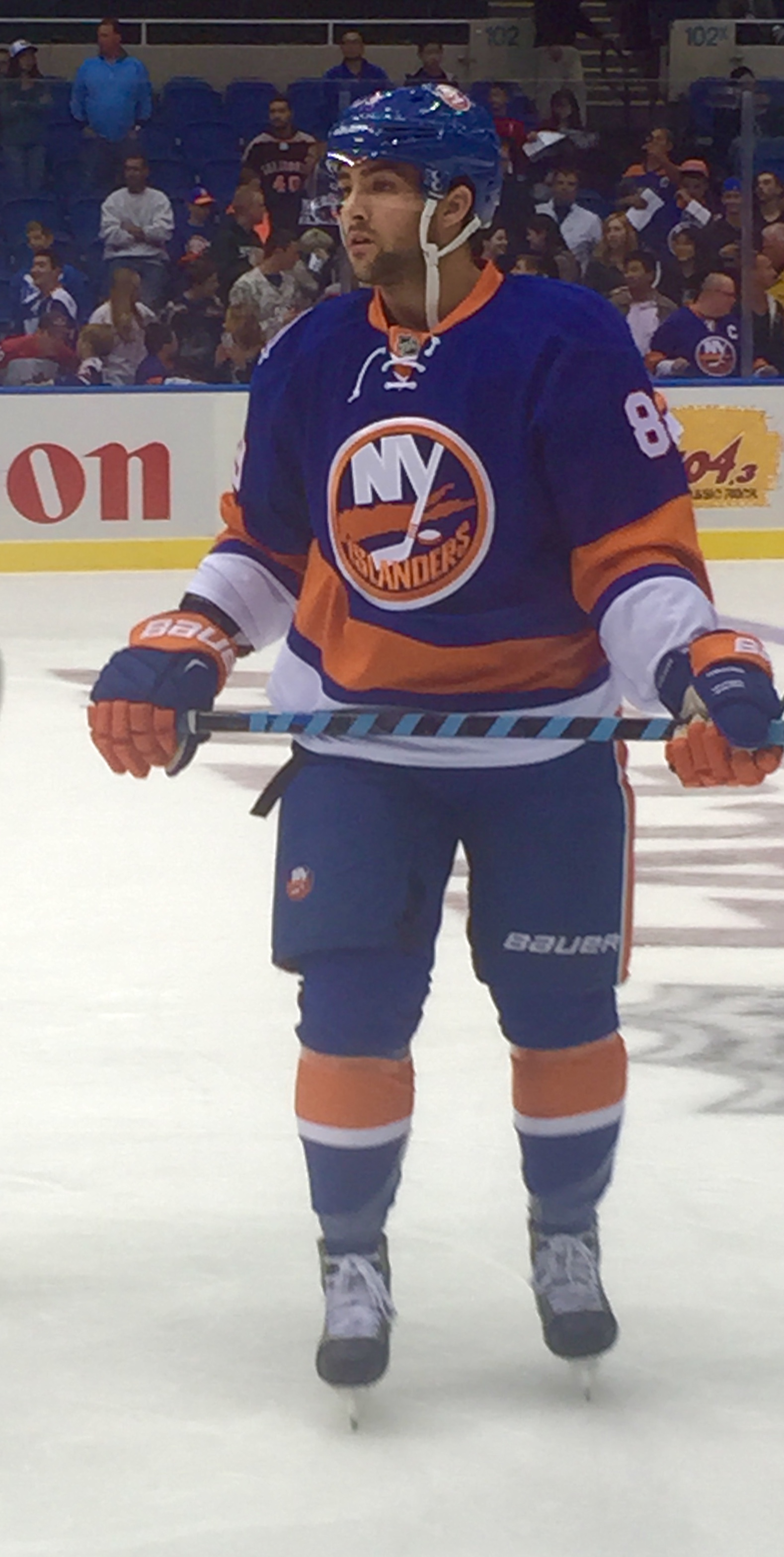
Cory Conacher.

| Ishockey - Cory Conacher |